# Cómo percibir los propios progresos en la virtud

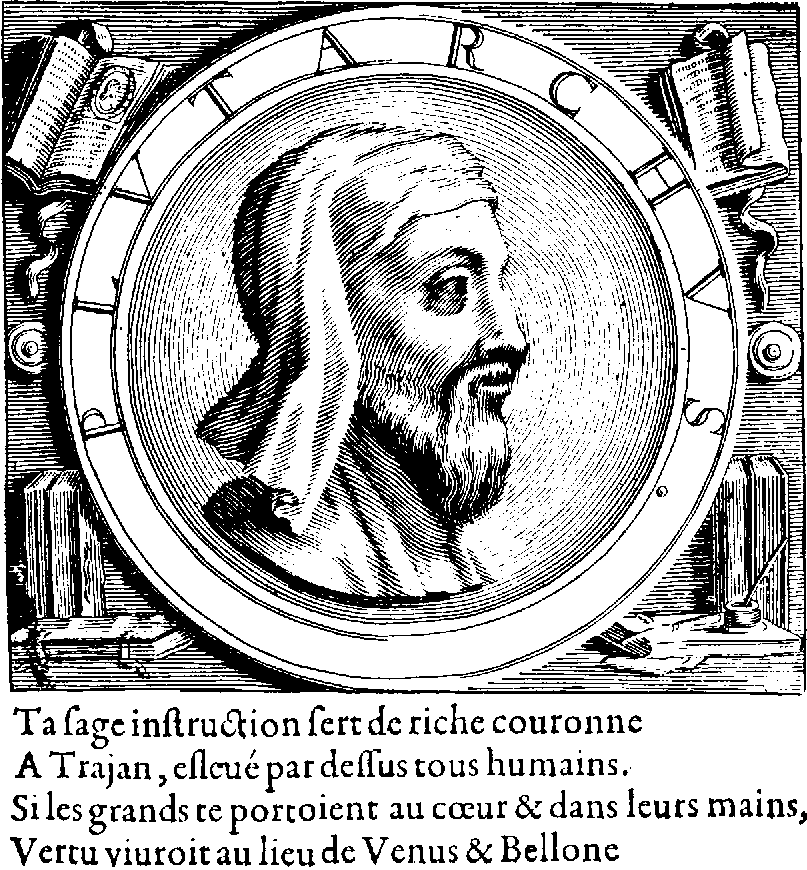

Cómo percibir los propios progresos en la virtud (Πώς αν τις αίσθοιτο εαυτού προκόπτοντος επ’ αρετή - Quomodo quis suos in virtute sentiat profectus) es un opúsculo del filósofo romano Plutarco, que se encuentra dentro de la recopilación Moralia, hecha a fines del siglo XIII por Máximo Planudes.

## Contenido
En este tratado Plutarco señala las pruebas que permiten reconocer cuándo alguien ha avanzado en el camino hacia la virtud, considerando que su éxito completo no se consigue de un día a otro, sino en un progreso gradual a través del tiempo.
Así, se puede señalar como prueba de progreso hacia la virtud: 
1) Que se va con uniformidad y continuidad en la marcha, sin grandes desvíos ni pausas (que suelen implicar retrocesos).
2) Que si falta el filosofar se le extraña (y esto porque, entre más se experimenta su valor, menos se le quiere dejar).
3) Que aparecen cada vez menos dudas y aflicción al ver lo que se deja de la vida corriente por la vida virtuosa, o bien si aparecen, que resultan rápidamente destruidos por el recuerdo del sentido que tiene ésta.
4) Que se posee paciencia frente a la disuasión de seguir el camino hacia la virtud tanto de amigos que aconsejan seriamente, como de enemigos que se burlan y agreden.
5) Que no se turba uno al ver a otros en edad similar en el éxito de la vida corriente: altos cargos, posesión de dinero o fama (pues se tratan de bienes mudables, a diferencia de la constancia de la virtud).
6) Que el discurso no se usa tanto hacia fuera para presumir frente a los otros, sino más hacia dentro para forjar el carácter y la propia grandeza de ánimo.
7) Que no sólo los discursos, sino todas las acciones y espectáculos de la vida le son provechosos para orientarse a la virtud.
8) Que los actos propios son demostraciones de las doctrinas seguidas.
9) Que en las conversaciones no se inicia con disputa, ni se acaba con ira; que no se trata mal si se vence, ni se disgusta si se es vencido.
10) Que al hablar, no se acobarda si son muchos, o descorazona si son pocos, mientras sea necesario traer el tema de la virtud.
11) Que para actuar virtuosamente no necesita ningún espectador más que a sí mismo (así se acostumbra a obtener la satisfacción dentro de sí).
12) Que no usurpa la palabra de “filósofo” para sí y su fama de estudiarla.
13) Que no necesita esencialmente las palabras, pues su virtud está en todas sus acciones (Cita a Safo de Mitilene: “mi lengua se ha roto, y al punto un fuego suave recorre mi cuerpo”)
14) Que confiesa sus errores y está dispuesto a que otros lo corrijan.
15) Que en los sueños no es turbado por la parte imaginativa e irracional, pues si la ejercita en la vigilia, ésta poco a poco también se acostumbra a seguir el curso en la cual se las ha educado.
16) Que en una misma pasión, ya no la sigue cuando es muy perjudicial y que, entre todas las pasiones, sigue aún solo las menos graves.
17) Que no solo ya no envidia al virtuoso, admirándolo, sino que además lo imita activamente.
18) Que no solo admira a los virtuosos cuando sus situaciones son favorables, sino también cuando les son desfavorables.
19) Que ante nuevas situaciones importantes, se pregunta cómo habría actuado tal o cual personaje virtuoso.
20) Que ante la presencia de alguien virtuoso, no se turba u oculta, sino que le sale al encuentro seguro de su propia situación.
21) Que no considera los pequeños errores con indulgencia, sino que intenta en todo seguir lo virtuoso.